# 上田龍三
上田 龍三（うえだ りゅうぞう、1944年9月20日 - ）は、日本の医学者。主な業績は成人T細胞白血病・リンパ腫に対する抗体医薬開発のトランスレーショナル・リサーチの実践。朝鮮・京城府生まれ、愛媛県松山市出身。医学博士（名古屋大学、1981年）。

## 経歴
- 1963年 - 愛光高等学校卒業
- 1969年 - 名古屋大学医学部医学科卒業[4]
- 1969年 - 名古屋大学医学部合同内科入局[4]
- 1976年 - ニューヨーク・スローン・ケタリングがん研究所(en)客員研究員・研究員
- 1980年 - 愛知県がんセンター研究所 化学療法部主任研究員・室長・部長
- 1995年 - 名古屋市立大学医学部第二内科 教授[4]
- 2003年 - 名古屋市立大学病院 病院長[4]
- 2007年 - 名古屋市立大学大学院医学研究科 腫瘍・免疫内科学 教授
- 2008年 - 名古屋市病院局 局長 [4]
- 2010年 - 名古屋市立大学大学院医学研究科 特任教授
- 2010年〜現在 - 名古屋市立大学 名誉教授
- 2012年 - 国立がん研究センター 理事長特任補佐 [4]
- 2012年 - 愛知医科大学医学部 腫瘍免疫寄附講座 教授[4]
- 2018年〜現在 - 名古屋大学 特任教授[4]
- 2022年〜現在 - 名古屋大学大学院医学系研究科 特任教授[4]
- 2022年〜現在 - 愛知医科大学 名誉教授
- 2024年12月 日本学士院会員[5]

## 受賞歴
- 2011年度 - 高松宮妃癌研究基金学術賞
- 2023年 - 武田医学賞
- 2024年 - 日本学士院賞

## 栄典
- 2017年 ‐ 紫綬褒章